# Хирный, Константин Васильевич
Хирный Константин Васильевич (23 февраля 1937, город Харьков, теперь Харьковской области) — советский партийный деятель, 1-й секретарь Харьковского городского комитета КПУ. Член ЦК КПУ в 1986 — 1990 г. Депутат Верховного Совета УССР 11-го созыва.

## Биография
Родился в семье рабочего. Окончил школу рабочей молодежи.
В 1954 — 1955 г. — токарь-револьверщик Харьковского завода электроаппаратуры.
В 1955 — 1958 г. — ученик Харьковского авиационного техникума.
В 1958 — 1959 г. — помощник мастера литейного цеха, в 1959 — 1962 г. — мастер литейного цеха Харьковского завода электроаппаратуры.
В 1962 году вступил в КПСС.
В 1962 — 1964 г. — старший мастер литейного цеха, в 1964 — 1967 г. — заместитель начальника литейного цеха, в 1967 — 1969 г. — начальник литейного цеха Харьковского завода электроаппаратуры.
В 1969 году окончил Харьковский авиационный институт имени Жуковского, специальность — инженер-механик.
В 1969 — 1976 г. — секретарь партийного комитета Харьковского завода электроаппаратуры.
В 1976 — 1981 г. — директор Светловодского радиозавода Кировоградской области.
В 1981 — 1983 г. — директор Харьковского государственного проектного института Министерства промышленности средств связи СССР.
В 1983 — 1990 г. — 1-й секретарь Харьковского городского комитета КПУ.
В 1990 г. — инспектор Харьковского областного комитета КПУ.
В 1990 — 1991 г. — заместитель директора по экономики и внешних связей Харьковского государственного проектного института.
С 1991 г. — директор Харьковского государственного проектного института, председатель правления ОАО «Харьковский проектный институт».

## Награды
- три ордена Трудового Красного Знамени
- лауреат Государственной премии Украины в области архитектуры и градостроительства
- медали